# تسخين بالمقاومة الكهربية

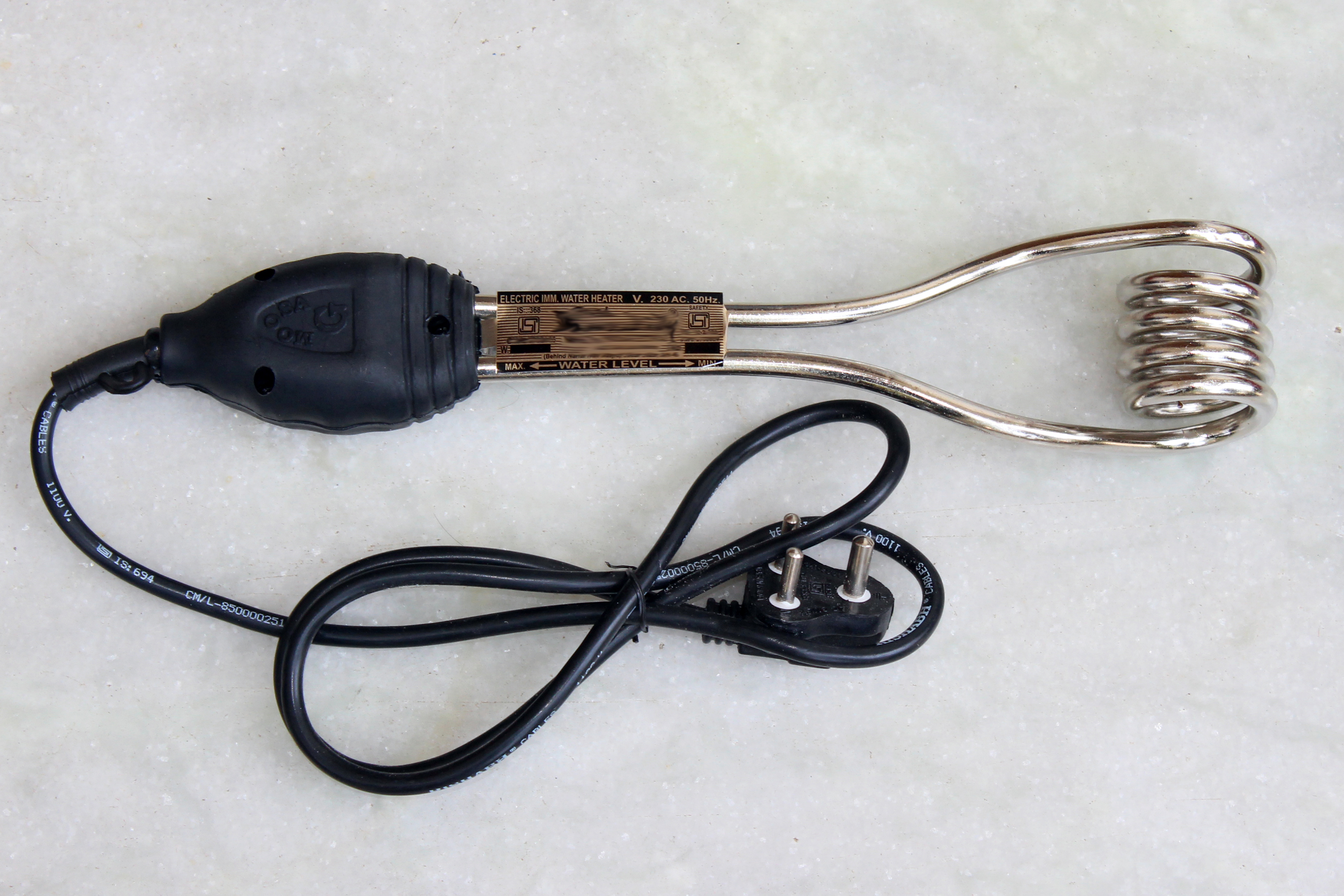
أحد اشكال التسخين بالمقاومة الكهربائية المنزلية باستخدام قضيب سخان يحتوي على فتيل سلك تنجستن معزول بمادة مسحوق ابيض لمنع التماس الكهربائي، عندما يسخن السلك بفعل المعاوقة الكهربائية لقوة مقاومته يسخن العازل فتنتقل الحرارة للمعدن الذي بدوره يسخن الماء المغمور به هذا القضيب. (Shock Proof Heater water) أو (Immersion Water Heater)

التسخين بالمقاومة الكهربائية وهي طريقة معالجة بيئية مكثفة في موقع ما، وتستخدم العملية تدفق التيار الكهربائي المتناوب لتسخين التربة والمياه الجوفية وتتبخر الملوثات. تتم عملية التسخين بتمرير التيار الكهربائي من خلال حجم التربة المستهدفة بين عناصر القطب تحت السطحية. وتؤدي مقاومة التيار الكهربائي الموجودة في التربة إلى تشكل الحرارة. مما يؤدي إلى زيادة في درجة الحرارة، حتى يتم الوصول إلى نقطة غليان الماء في العمق. وبعد الوصول إلى درجة الحرارة هذه، يؤدي المزيد من مدخلات الطاقة إلى تغير الطور وتشكيل البخار وإزالة الملوثات المتطايرة. عادة ما يكون التسخين بالمقاومة الكهربائية أكثر تكلفة عند استخدامه لمعالجة مناطق مصدر الملوثات.

## التاريخ
إنشأت عملية التسخين بالمقاومة الكهربائية على ثلاث مراحل في الأصل، لتعزيز استخلاص النفط. وتم تسجيل براءة اختراع لهذا الاختراع في عام 1976 م بواسطة Bill Pritchett لشركة ARCO. وقد انتهت صلاحية البراءة لهذا الاختراع وهو متاح الآن للاستخدام العام.
تم إنشاء التسخين على ستة مراحل وبراءة اختراع لوزارة الطاقة الأمريكية (DOE) في 1980s للاستخدام في مواقع وزارة الطاقة وكذلك التطبيقات التجارية.